# Карин А

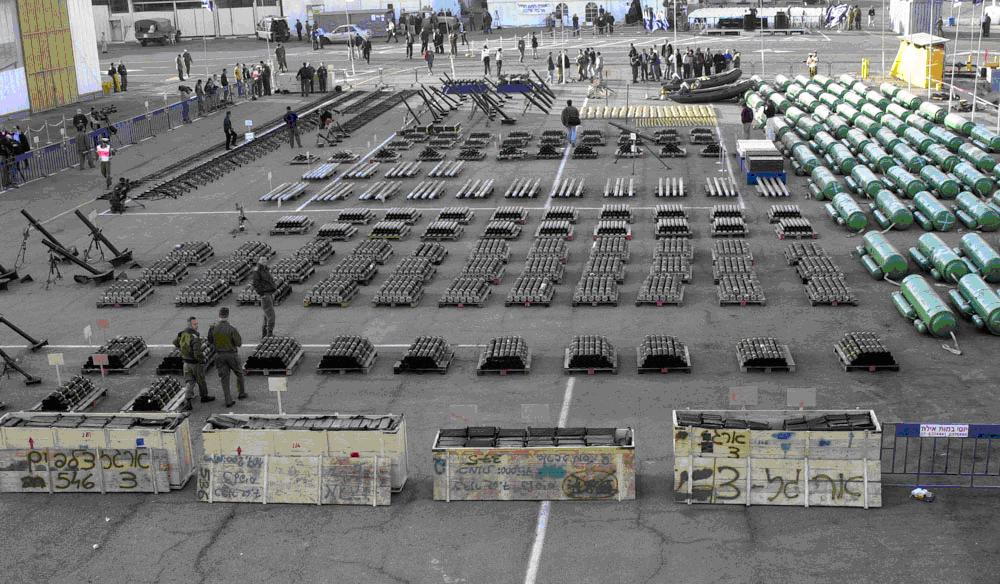
Разгруженное оружие с «Карин А»

Карин А (Karine A) — палестинское грузовое судно, захваченное спецподразделением израильских ВМС 3 января 2002 года с грузом оружия. Судно везло около 50 тонн вооружения, полученного от Ирана, среди которого были «катюши», СВД, АК, РПГ, ПТРК «Малютка», мины, и другое вооружение иранского и российского производства.

## Предыстория
Согласно данным американской и израильской разведок, Ясир Арафат заключил с Ираном тайное соглашение о поставках оружия во время своего официального визита Москву в мае 2001 года. Предыдущая администрация США (Билл Клинтон) позднее также заявила, что ей было известно о попытках ПА приобрести оружие ещё за год до инцидента.

## Судно, команда и выход на рейс
Согласно израильской стороне, судно «Карин А» (длина 97.4 м, водоизмещение 4000 тонн, 1979 г. постройки) было куплено в Ливане в октябре 2001 года за $400,000 Аделем Муграби (Adel Mughrabi) из окружения Арафата, одним из видных представителей в ПА. Министр финансов ПА, Фуад Шубаки, оплатил закупку вооружения.
Капитаном судна был Омар Ашауи, активист партии ФАТХ с 1976 года, подполковник палестинской «морской полиции» и советник мореходной администрации ПА. Несколько других членов экипажа также были офицерами «морской полиции», остальные — египетские моряки, возможно, даже не знавшие о грузе оружия на борту. Допросы капитана показали, что судно куплено представителем палестинской администрации Аделем Муграби. Согласно показаниям капитана, в операции также участвовали заместитель командующего «морской полицией» Фатхи Газем и министр финансов ПА Фуад Шубаки, который был ответственен за оплату груза.
По израильской оперативной информации, некоторые из этих лиц были замешаны в попытке контрабанды оружия на корабле «Санторини», захваченного 6 мая 2001 у берегов Израиля.
В свой последний рейс судно вышло 24 сентября 2001 года из порта Акаба (Иордания, по соседству с портом Эйлат). В Йемене была сменена команда, в её новом составе появились представители ПА, включая капитана Ашауи.

## Загрузка оружия на судно
Загрузка оружия велась в Персидском заливе, возле одного из островов, принадлежащих Ирану. Груз включал в себя более 50-ти тонн вооружения, полученного от Ирана: «катюши», СВД, АК-47, РПГ, «саггеры», мины и другое; оружие планировалось перегрузить на небольшие суда и доставить к берегам Газы.
С иранским оружием на борту судно вышло из Персидского залива и, заправившись в йеменском порту Худейда, направилось в сторону Суэцкого канала.
Напротив египетского порта Александрия оружие должно было быть перегружено на небольшие суда. Те должны были доставить его к берегам Газы, а непосредственный прорыв израильской береговой охраны планировалось осуществить с помощью имевшихся на борту «Карин А» 80 (по некоторым источникам — 83) герметичных погружаемых цистерн, в которых и находилось оружие. Рыбацкая лодка может буксировать несколько таких цистерн одновременно, причём последние находятся под водой. В случае приближения израильского катера цистерны могли быть отцеплены, а затем вновь подобраны (их местоположение отмечалось специальными поплавками). Для маскировки груз оружия находился на «Карин А» под слоем гражданских товаров — одежды и обуви, электроприборов, матрацев, чемоданов и т. п..

## Перехват судна Израилем
Когда Израилю стал известен объём перевозимого вооружения, было решено провести спецоперацию по захвату судна. Ранним утром 3 января судно шло в водах между Суданом и Саудовской Аравией под флагом Тонга. Израильские коммандос подобрались к кораблю на резиновых лодках и захватили его, не встретив сопротивления со стороны экипажа. На судне были обнаружены несколько офицеров палестинской полиции, трое ливанских граждан (из них один активист Хезболлы) и пятеро египтян.

## Реакции
Иран отрицал связь с судном. Арафат также вначале категорически отрицал связь ПА с захваченным оружием, назвав обвинения «израильской пропагандой». Большинство арабского мира объявило всю историю израильской фальсификацией, а BBC и The Guardian ставили под сомнение связь судна и груза с ПА на основании того, что судно было зарегистрировано на иракского гражданина, указавшего местом своего проживания Йемен.
Затем ПА объявило, что судно следовало не к Газе, а в Ливан. В конце концов, Арафат заявил, что он «потрясен происшедшим, но он не может контролировать каждого в автономии». Данная версия опровергается многими аналитиками, считающими, что контрабанда такого количества оружия не могла пройти без ведома Арафата, и что оружие предназначалось ПА. В рамках расследования, проводимого по требованию Израиля и США, Арафат отправил в отставку Фуада Шубаки. В феврале 2002 года, уже после интервью капитана судна каналу Fox, госсекретарь США Колин Пауэлл сообщил в Конгрессе, что получил письмо от Арафата, в котором тот «принимал ответственность за контрабанду, не личную, но как председатель ПА».

## Последствия
После этого происшествия США на некоторое время разорвали свои отношения с ПА.
Фуад Шубаки, главный финансист Арафата, в 2002 году, до своего ареста израильтянами, скрывался в его канцелярии в Мукате. В 2009 году он был признан израильским судом виновным в финансировании террористической деятельности военной группировки ФАТХа «Бригады мучеников Аль-Аксы» и организации поставок военного снаряжения из Ирана и осужден на 20 лет заключения.
Через несколько дней после скандала правительство Тонга, под флагом которой плыл корабль, заморозило выдачу разрешений иностранным кораблям на использование своего флага. «Карин А» был не первым кораблем под флагом Тонга, задержанным по подозрению в перевозке оружия для террористов. Впоследствии, после ещё нескольких подобных случаев, Тонга отказалось от программы продажи разрешений.

### Фотографии
- The Weaponary Ship — «Karin A»